# Kościół św. Łukasza w Drzewicy
Kościół pw. św. Łukasza w Drzewicy – rzymskokatolicki kościół w Drzewicy.

## Historia i architektura

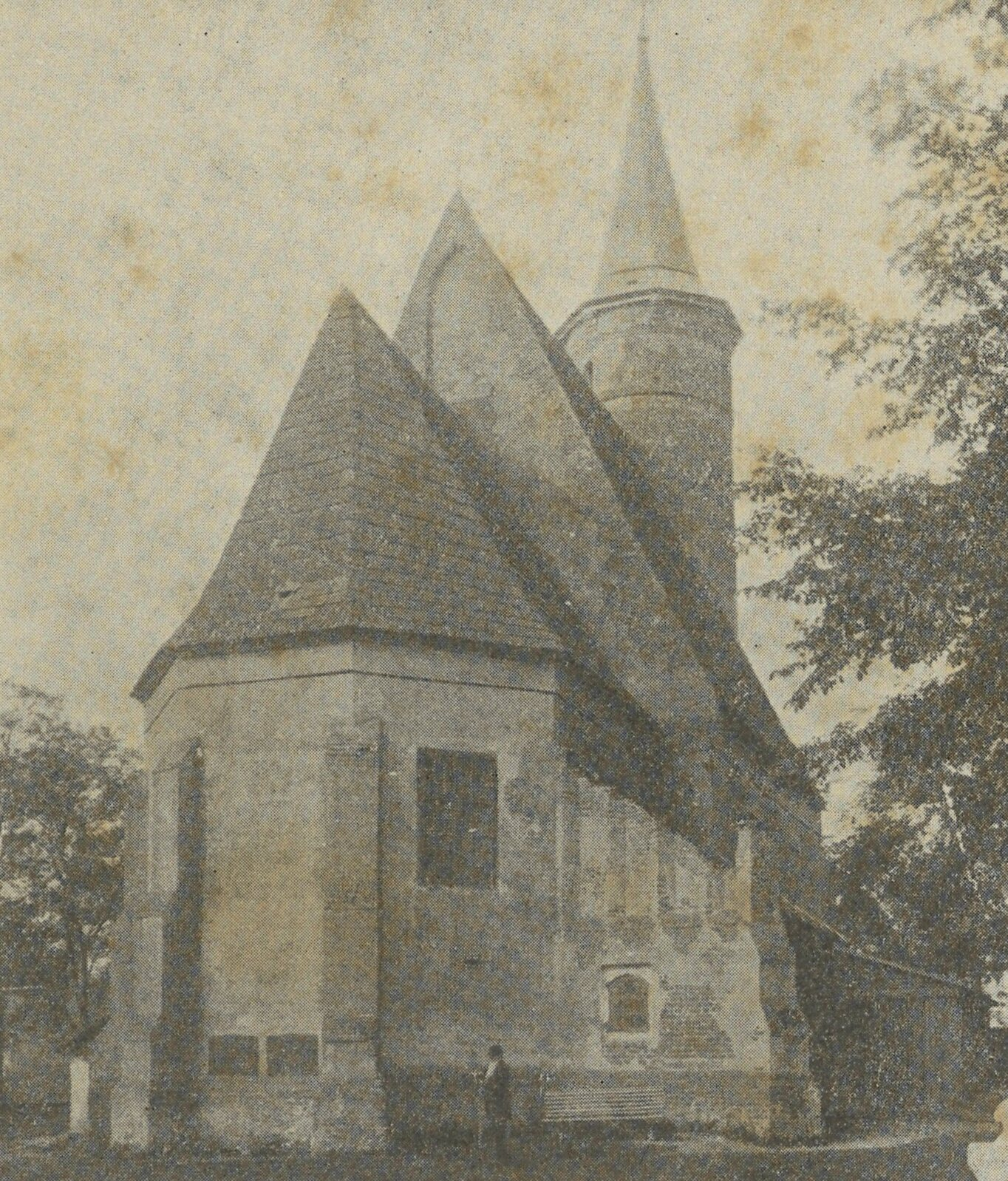
Widok kościoła przed powiększeniem

Kościół w stylu gotyckim, ufundowany przed ród Drzewickich herbu Ciołek w 1315. Został erygowany w 1321, a konsekracja odbyła się w 1460. Zbudowany z ciosu kamiennego i cegły. Miał charakter obronny. Do dzisiaj zachowała się dawna nawa z wieżą na planie koła.
W latach 1551–1610 kościół znajdował się w rękach kalwinistów. W latach 1908–1914 został rozbudowany w stylu neogotyckim według planu architekta Jarosława Wojciechowskiego, zachowując starą część kościoła bez zmian. Przedłużono nawę o dwa przęsła, wzniesiono transepty oraz wybudowano nowe prezbiterium.

## Wnętrze
Wewnątrz kościoła znajdują się zabytki:
- późnogotycki krucyfiks drewniany z XVI wieku
- późnogotycka polichromia pochodząca z XVI wieku przedstawiająca św. Krzysztofa
- płyty nagrobne Drzewickich: Jakuba (zm. 1563) oraz Adama (zm. 1604)
- dwie płyty XVI-wieczne z postaciami rycerzy
- chrzcielnica kamienna barokowa z 1624

W podziemiach kościoła spoczywają zmarli rodu Drzewickich i Szaniawskich. Przed obiektem stoi figura św. Jana Nepomucena z 1788.

## Galeria

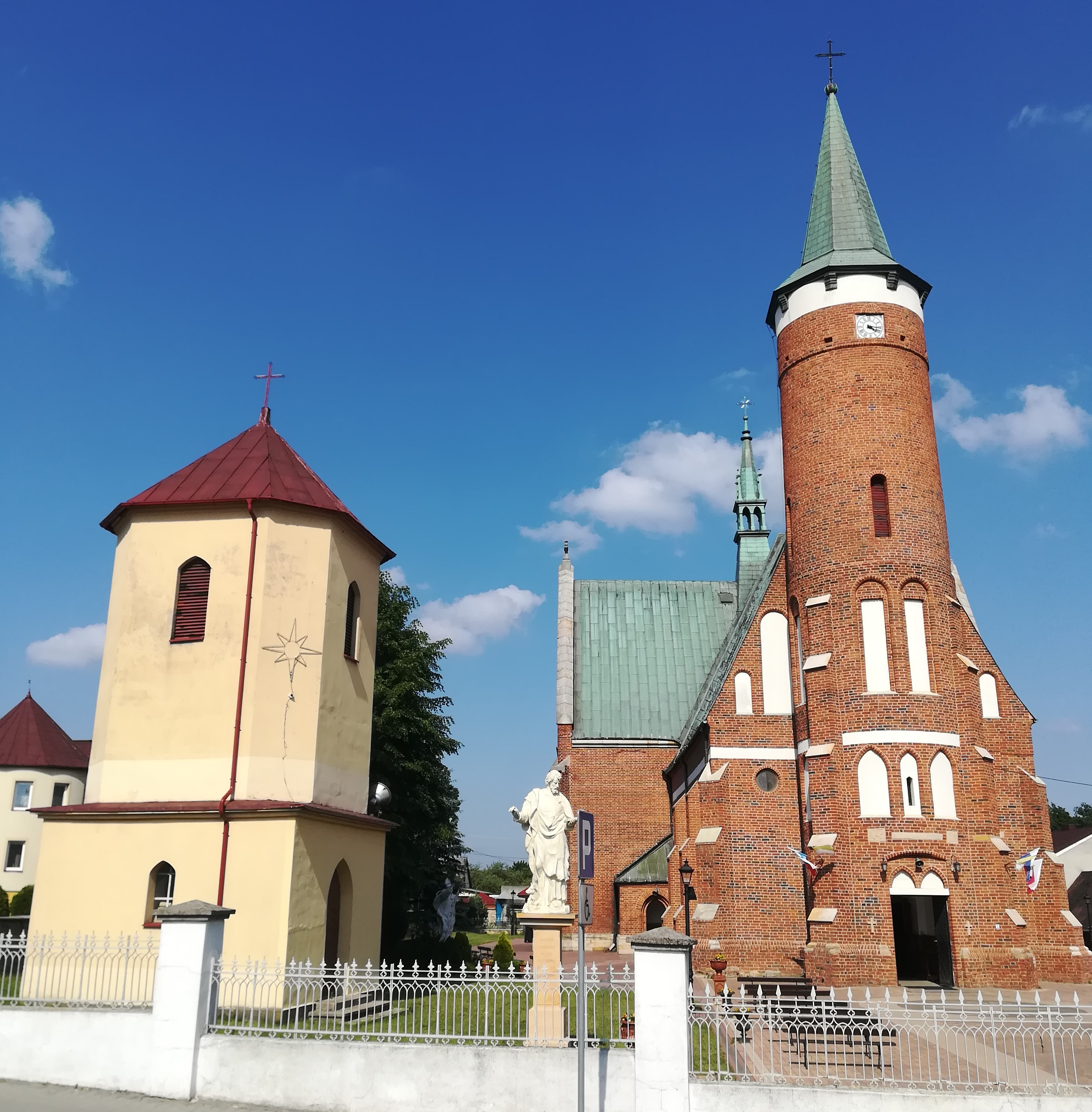
Widok założenia z dzwonnicą
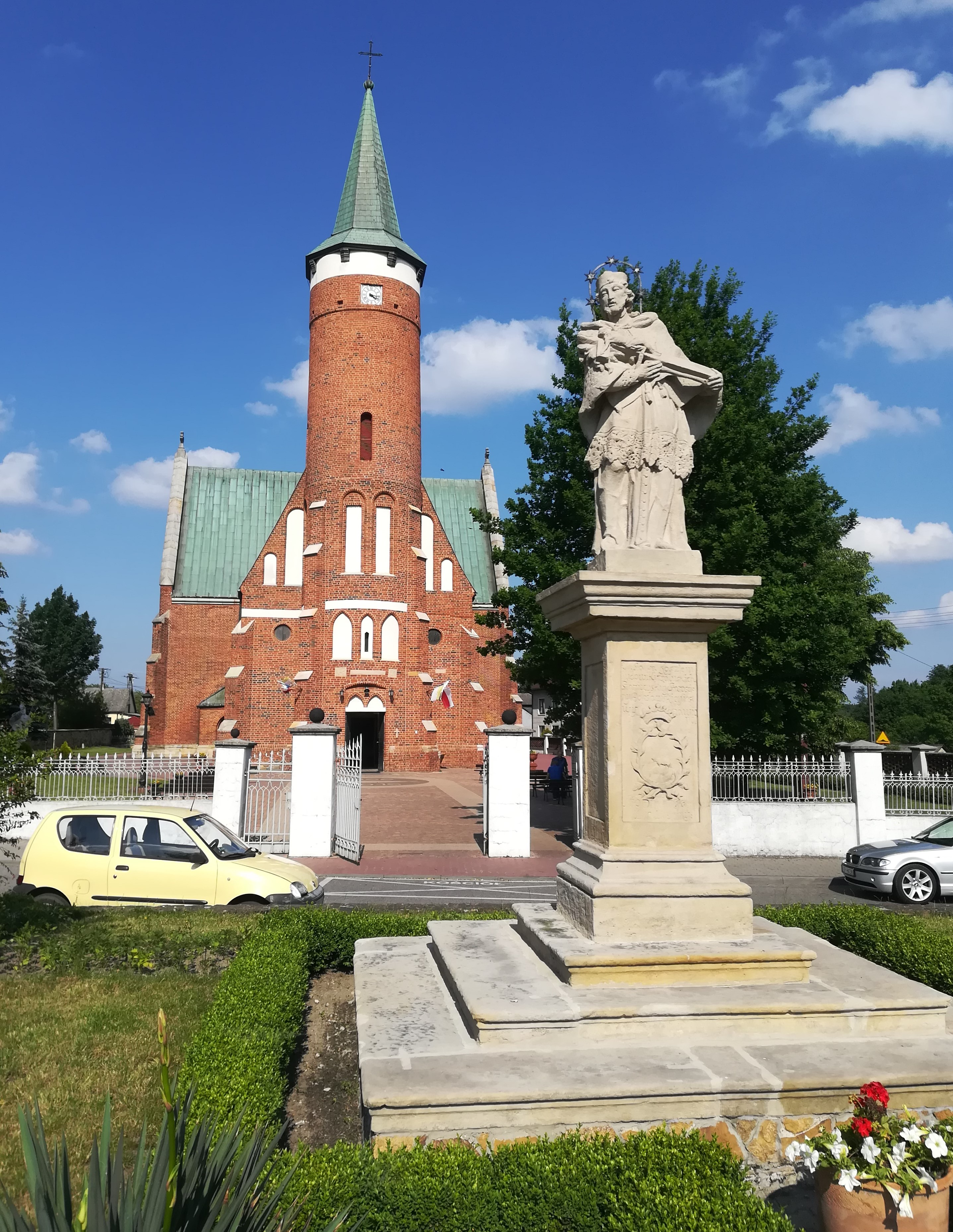
Figura św. Jana Nepomucena
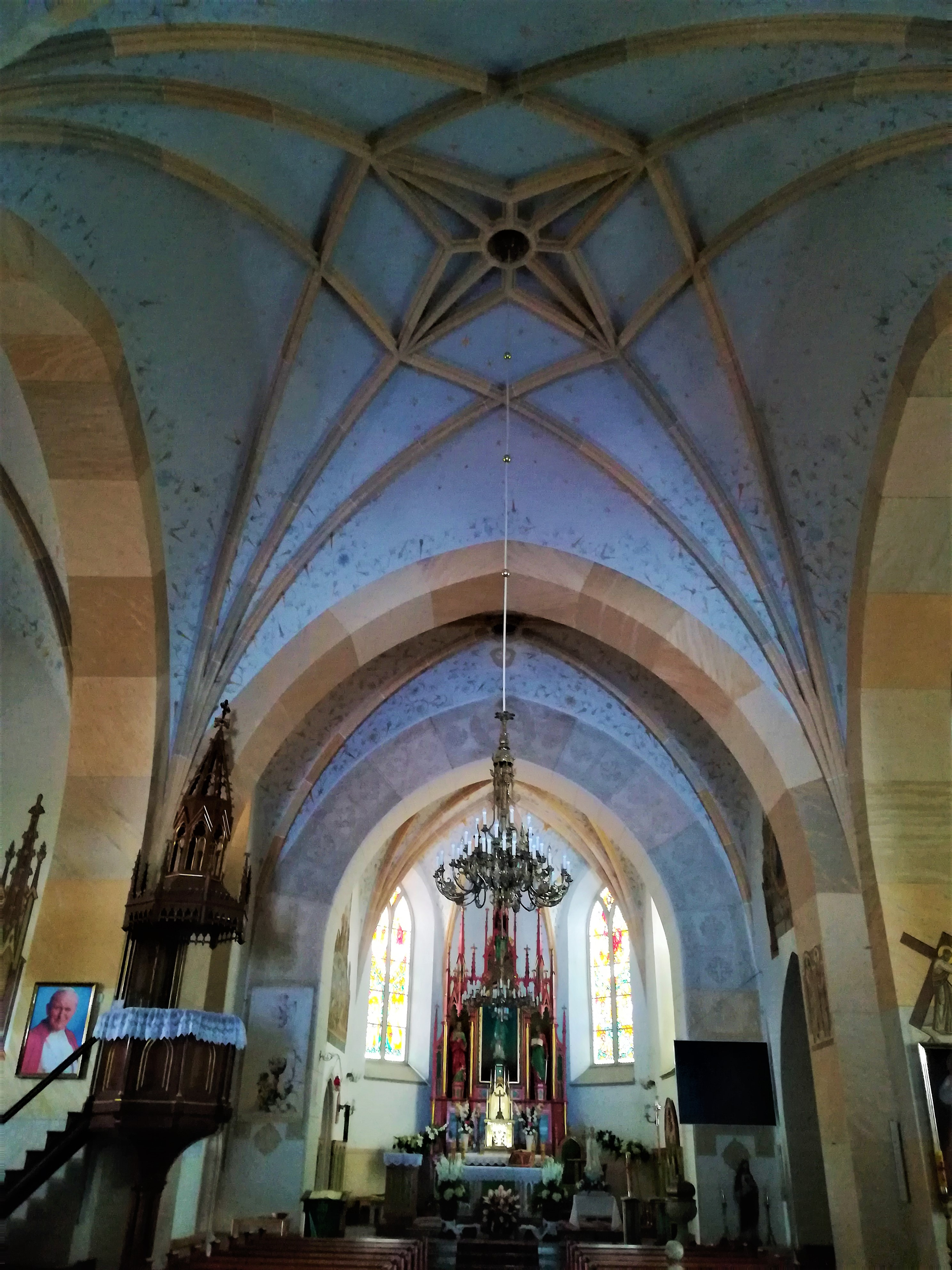
Wnętrze z ołtarzem
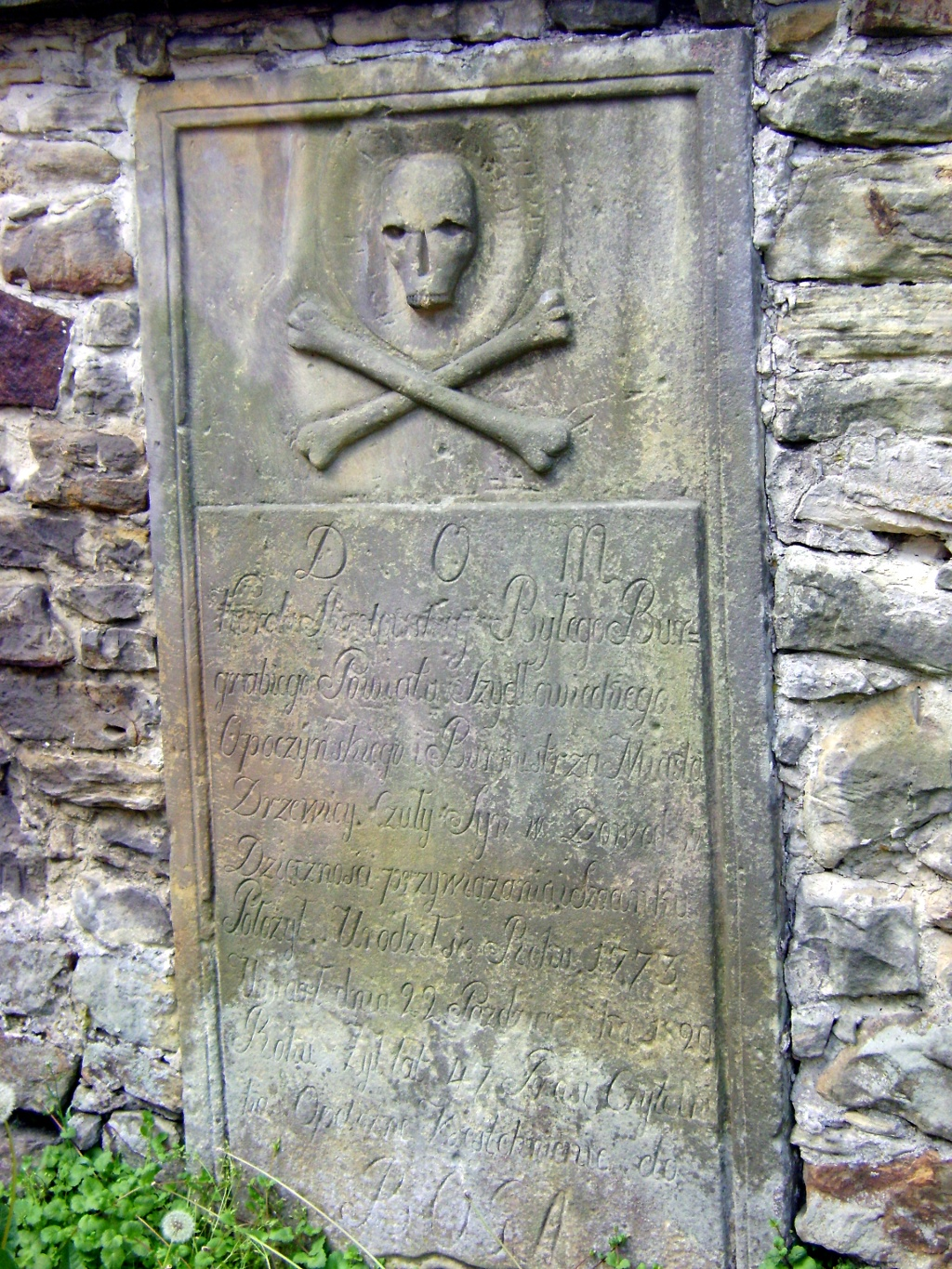
Jedna z tablic nagrobnych